# Alex Gruber
Alex Gruber (Bolzano, 21 dicembre 1992) è un ex slittinista italiano, specialista dello slittino su pista naturale. Si è laureato per tre volte campione del mondo nella specialità del singolo (2017, 2019 e 2023) e si è aggiudicato la Coppa del Mondo nel 2022. Nello stesso anno ha vinto anche il suo unico titolo europeo a livello individuale.

## Palmarès

### Mondiali su pista naturale
- 11 medaglie:
  - 7 ori (gara a squadre a Nova Ponente 2013; singolo a Vatra Dornei 2017; singolo, gara a squadre a Lazfons 2019; gara a squadre a Umhausen 2021; singolo e gara a squadre a Nova Ponente 2023)
  - 3 argenti (singolo a Sankt Sebastian 2015; gara a squadre a Vatra Dornei 2017; singolo a Umhausen 2021)
  - 1 bronzo (singolo a Nova Ponente 2013)

### Europei su pista naturale
- 10 medaglie:
  - 5 ori (gara a squadre a Umhausen 2014; gara a squadre a Moso in Passiria 2016; gara a squadre a Mosca 2020; singolo e gara a squadre a Lasa 2022)
  - 3 argenti (gara a squadre a Sankt Sebastian 2010; singolo e gara a squadre a Winterleiten 2018)
  - 2 bronzi (singolo a Umhausen 2014; singolo a Mosca 2020)

### Mondiali juniores su pista naturale
- 2 medaglie:
  - 1 oro (singolo a Laces 2012)
  - 1 argento (singolo a Nova Ponente 2010)

### Europei juniores su pista naturale
- 1 medaglia:
  - 1 oro (singolo a Lasa 2011)

### Campionati Italiani su pista naturale
- 2 medaglie:
  - 1 oro
  - 1 bronzo

### Coppa del Mondo su pista naturale

#### Gare individuali
- Vincitore della Coppa del Mondo del singolo nel 2022
- 48 podi:
  - 14 vittorie
  - 18 secondi posti
  - 16 terzi posti

| Data             | Luogo            | Paese    | Disciplina |
| ---------------- | ---------------- | -------- | ---------- |
| 13 febbraio 2011 | Unterammergau    | Germania | Singolo    |
| 11 gennaio 2015  | Nova Ponente     | Italia   | Singolo    |
| 31 gennaio 2016  | Nova Ponente     | Italia   | Singolo    |
| 29 gennaio 2017  | Nova Ponente     | Italia   | Singolo    |
| 14 gennaio 2018  | Moso in Passiria | Italia   | Singolo    |
| 28 gennaio 2018  | Nova Ponente     | Italia   | Singolo    |
| 16 dicembre 2018 | Kühtai           | Austria  | Singolo    |
| 20 gennaio 2019  | Mosca            | Russia   | Singolo    |
| 27 gennaio 2019  | Nova Ponente     | Italia   | Singolo    |
| 11 gennaio 2020  | Moso in Passiria | Italia   | Singolo    |
| 19 gennaio 2020  | Vatra Dornei     | Romania  | Singolo    |
| 16 gennaio 2022  | Umhausen         | Austria  | Singolo    |
| 30 gennaio 2022  | Nova Ponente     | Italia   | Singolo    |
| 14 gennaio 2023  | Valgiovo         | Italia   | Singolo    |

#### Gare di squadra
- 20 podi:
  - 17 vittorie
  - 3 secondi posti

| Data             | Luogo        | Paese    | Specialità                                                                 |
| ---------------- | ------------ | -------- | -------------------------------------------------------------------------- |
| 18 gennaio 2014  | Umhausen     | Austria  | Staffetta a squadre con Melanie Schwarz, Patrick Pigneter e Florian Clara  |
| 1º febbraio 2015 | Vatra Dornei | Romania  | Staffetta a squadre con Evelin Lanthaler, Patrick Pigneter e Florian Clara |
| 14 febbraio 2015 | Umhausen     | Austria  | Staffetta a squadre con Evelin Lanthaler, Patrick Pigneter e Florian Clara |
| 31 gennaio 2016  | Nova Ponente | Italia   | Staffetta a squadre con Evelin Lanthaler, Patrick Pigneter e Florian Clara |
| 20 febbraio 2016 | Umhausen     | Austria  | Staffetta a squadre con Greta Pinggera, Patrick Pigneter e Florian Clara   |
| 7 gennaio 2017   | Laces        | Italia   | Staffetta a squadre con Evelin Lanthaler, Patrick Pigneter e Florian Clara |
| 22 gennaio 2017  | Železniki    | Slovenia | Staffetta a squadre con Greta Pinggera, Patrick Pigneter e Florian Clara   |
| 29 gennaio 2017  | Nova Ponente | Italia   | Staffetta a squadre con Greta Pinggera, Patrick Pigneter e Florian Clara   |
| 18 febbraio 2017 | Umhausen     | Austria  | Staffetta a squadre con Greta Pinggera, Patrick Pigneter e Florian Clara   |
| 3 dicembre 2017  | Kühtai       | Austria  | Staffetta a squadre con Greta Pinggera, Patrick Pigneter e Florian Clara   |
| 28 gennaio 2018  | Nova Ponente | Italia   | Staffetta a squadre con Greta Pinggera, Patrick Pigneter e Florian Clara   |
| 16 dicembre 2018 | Kühtai       | Austria  | Staffetta a squadre con Evelin Lanthaler e Florian Clara                   |
| 27 gennaio 2019  | Nova Ponente | Italia   | Staffetta a squadre con Evelin Lanthaler e Patrick Pigneter                |
| 16 febbraio 2019 | Umhausen     | Austria  | Staffetta a squadre con Evelin Lanthaler e Patrick Pigneter                |
| 9 gennaio 2022   | Umhausen     | Austria  | Staffetta a squadre con Evelin Lanthaler                                   |
| 30 gennaio 2022  | Nova Ponente | Italia   | Staffetta a squadre con Evelin Lanthaler                                   |
| 20 febbraio 2022 | Mariazell    | Austria  | Staffetta a squadre con Evelin Lanthaler                                   |

## Statistiche

### Coppa del Mondo su pista naturale - Singolo
| Stagione | Età | Classifica | Gare | Vittorie | Podi | Punti |
| -------- | --- | ---------- | ---- | -------- | ---- | ----- |
| 2010     | 18  | 9°         | 4    | 0        | 1    | 217   |
| 2011     | 19  | 12°        | 2    | 1        | 1    | 160   |
| 2012     | 20  | 3°         | 6    | 0        | 2    | 363   |
| 2013     | 21  | 8°         | 5    | 0        | 1    | 231   |
| 2014     | 22  | 7°         | 4    | 0        | 2    | 234   |
| 2015     | 23  | 2°         | 6    | 1        | 4    | 413   |
| 2016     | 24  | 2°         | 6    | 1        | 4    | 455   |
| 2017     | 25  | 3°         | 7    | 1        | 5    | 516   |
| 2018     | 26  | 2°         | 6    | 2        | 6    | 495   |
| 2019     | 27  | 2°         | 7    | 3        | 6    | 600   |
| 2020     | 28  | 4°         | 7    | 2        | 3    | 510   |
| 2021     | 29  | 2°         | 6    | 0        | 4    | 430   |
| 2022     | 30  | 1°         | 5    | 2        | 4    | 430   |
| 2023     | 31  | 2°         | 7    | 1        | 5    | 540   |
|          |     |            |      |          |      |       |
| Totale   | -   | -          | 78   | 14       | 48   | 5 594 |

### Campionati mondiali su pista naturale
- 11 medaglie – (7 ori, 3 argenti, 1 bronzo)

| Anno | Età | Località        | Singolo | Gara a squadre |
| ---- | --- | --------------- | ------- | -------------- |
| 2013 | 21  | Nova Ponente    | Bronzo  | Oro            |
| 2015 | 23  | Sankt Sebastian | Argento | non disputata  |
| 2017 | 25  | Vatra Dornei    | Oro     | Argento        |
| 2019 | 27  | Lazfons         | Oro     | Oro            |
| 2021 | 29  | Umhausen        | Argento | Oro            |
| 2023 | 31  | Nova Ponente    | Oro     | Oro            |

### Campionati europei su pista naturale
- 10 medaglie – (5 ori, 3 argenti, 2 bronzi)

| Anno | Età | Località         | Singolo | Gara a squadre |
| ---- | --- | ---------------- | ------- | -------------- |
| 2010 | 18  | Sankt Sebastian  | 4°      | Argento        |
| 2012 | 20  | Novoural'sk      | 6°      | 5°             |
| 2014 | 22  | Umhausen         | Bronzo  | Oro            |
| 2016 | 24  | Moso in Passiria | 4°      | Oro            |
| 2018 | 26  | Obdach           | Argento | Argento        |
| 2020 | 28  | Mosca            | Bronzo  | Oro            |
| 2022 | 30  | Lasa             | Oro     | Oro            |